# Championnat national de tennis des États-Unis 1919
Pour un article plus général, voir US Open de tennis.
Résultats détaillés de l’édition 1919 du championnat de tennis US National qui est disputée du 16 au 20 juin 1919.

## Palmarès
| Tableau          | Vainqueurs                          | Vainqueurs | Score               | Finalistes                     | Finalistes |
| ---------------- | ----------------------------------- | ---------- | ------------------- | ------------------------------ | ---------- |
| Simple dames     | Hazel Hotchkiss                     | États-Unis | 6-1, 6-2            | Marion Zinderstein             | États-Unis |
| Simple messieurs | Bill Johnston                       | États-Unis | 6-4, 6-4, 6-3       | Bill Tilden                    | États-Unis |
| Double dames     | Marion Zinderstein Eleanor Goss     | États-Unis | 10-8, 9-7           | Eleonora Sears Hazel Hotchkiss | États-Unis |
| Double messieurs | Norman Brookes Gerald Patterson     | Australie  | 8-6 6-3 4-6 4-6 6-2 | Bill Tilden Vincent Richards   | États-Unis |
| Double mixte     | Marion Zinderstein Vincent Richards | États-Unis | 2-6, 11-9, 6-2      | Florence Balin Bill Tilden     | États-Unis |

## Simple dames
|  |                    |  |   |   |  |
|  | Finale             |  |   |   |  |
|  |                    |  |   |   |  |
|  |                    |  |   |   |  |
|  | Hazel Hotchkiss    |  | 6 | 6 |  |
|  | Hazel Hotchkiss    |  | 6 | 6 |  |
|  | Marion Zinderstein |  | 1 | 2 |  |

## Double dames
|  |                                 |  |    |   |  |
|  | Finale                          |  |    |   |  |
|  |                                 |  |    |   |  |
|  |                                 |  |    |   |  |
|  | Marion Zinderstein Eleanor Goss |  | 10 | 9 |  |
|  | Marion Zinderstein Eleanor Goss |  | 10 | 9 |  |
|  | Eleonora Sears Hazel Hotchkiss  |  | 8  | 7 |  |

## Double mixte
|  |                                     |  |   |    |   |
|  | Finale                              |  |   |    |   |
|  |                                     |  |   |    |   |
|  |                                     |  |   |    |   |
|  | Marion Zinderstein Vincent Richards |  | 2 | 11 | 6 |
|  | Marion Zinderstein Vincent Richards |  | 2 | 11 | 6 |
|  | Florence Ballin Bill Tilden         |  | 6 | 9  | 2 |